# Скупчення галактик Фенікса
Скупчення Фенікса (SPT-CL J2344-4243, англ. Phoenix Cluster) — масивне скупчення галактик типу І, розташоване у південному сузір'ї Фенікса.

## Характеристики
Скупчення Фенікса — одне з найбільш масивних відомих скупчень галактик, з масою близько 2× 1015 мас Сонця. Інше скупчення, Ель Гордо, також у сузір'ї Фенікса, трохи масивніше. Більшість маси скупчення Фенікса зосереджена у темній матерії й міжгалактичному газі.
У центральній еліптичній галактиці типу cD цього скупчення відбувається масивний спалах зореутворення, найпотужніший серед відомих у середині скупчення галактик, хоча відомі інші галактики з більшим червоним зсувом, які мають вищий коефіцієнт зореутворення (див. Бебі бум (галактика)).

За спостереженнями за допомогою різних телескопів, включно з космічними телескопами GALEX та Гершель, у цій галактиці міжзоряна речовина перетворюється на зорі з дуже високою швидкістю — близько 740 M☉ на рік. Це значно більше, ніж у NGC 1275 A, центральній галактиці скупчення Персея, в якій зорі утворюються принаймні у 20 разів повільніше, або в Чумацькому Шляху, де утворюється близько однієї зорі на рік. Зореутворення з такими темпами не може тривати довго й очікується, що спалах зореутворення має припинитися через ~100 млн.років.
Величезне зоряне гало центральної галактики скупчення Фенікса простягається на більш ніж 1,1 мільйона світлових років від центру, що робить її однією з найбільших відомих галактик. Її діаметр у 22 рази більше діаметра нашої Галактики, а активне зореутворення передбачає, що галактика продовжує рости.
Скупчення Фенікса випромінює в рентгенівському діапазоні більше, ніж будь-яке інше відоме скупчення. У центральній галактиці скупчення є величезні обсяги гарячого газу; у ній більше звичайної (баріонної) матерії, ніж у всіх інших галактиках скупчення. За даними спостережень, у центральних регіонах газ охолоджується зі швидкістю 3 820 мас Сонця на рік, що є найвищою швидкістю з відомих.
У центральній галактиці скупчення є активне галактичне ядро, джерелом якого є надмасивна чорна діра. Ця чорна діра поглинає матерію й зростає зі швидкістю 60 M☉ на рік. Її маса оцінюється у ~20 млрд. M☉, що робить її однією з наймасивніших відомих чорних дір у Всесвіті та у 5 000 разів масивнішою за чорну діру у центрі Чумацького Шляху. Діаметр її величезного горизонту подій оцінюється у 118 млрд.км, у 19 разів більше за відстань від Сонця до Плутона.
Скупчення Фенікса було відкрито при використанні ефекту Сюняєва — Зельдовича у співпраці Південнополюсного телескопу.

## Інтернет-ресурси
- Порівняння найбільших об'єктів у Всесвіті

Координати:  23г 23м 40.9с, +42° 41′ 54″